# Wyszcza liha (2007/2008)
Wyszcza liha w piłce nożnej 2007/2008 – XVII edycja najwyższych w hierarchii rozgrywek ligowych ukraińskiej klubowej piłki nożnej. Sezon rozpoczął się 13 lipca 2007, a zakończył się 17 maja 2008.

## Drużyny
Zespoły występujące w Wyszczej Lidze 2007/2008
- Arsenał Kijów
- Czornomoreć Odessa
- Dnipro Dniepropetrowsk
- Dynamo Kijów
- FK Charków
- Karpaty Lwów
- Krywbas Krzywy Róg
- Metalist Charków
- Metałurh Donieck
- Metałurh Zaporoże
- Naftowyk-Ukrnafta Ochtyrka
- Szachtar Donieck
- Tawrija Symferopol
- Worskła Połtawa
- Zoria Ługańsk
- Zakarpattia Użhorod

Uwagi
- – zespoły, które awansowały z Pierwszej ligi edycji 2006/07.

## Stadiony
| Lp. | Klub                       | Miasto          | Stadion                 | Pojemność |
| --- | -------------------------- | --------------- | ----------------------- | --------- |
| 1   | Arsenał Kijów              | Kijów           | NSK Olimpijski          | 83 450    |
| 2   | Czornomoreć Odessa         | Odessa          | Stadion Czornomoreć     | 34 362    |
| 3   | Dnipro Dniepropetrowsk     | Dniepropetrowsk | Stadion Dnipro Meteor   | 24 381    |
| 4   | Dynamo Kijów               | Kijów           | Stadion Dynamo          | 16 873    |
| 5   | FK Charków                 | Charków         | Stadion Dynamo          | 9 000     |
| 6   | Karpaty Lwów               | Lwów            | Stadion Ukraina         | 28 051    |
| 7   | Krywbas Krzywy Róg         | Krzywy Róg      | Stadion Metałurh        | 29 783    |
| 8   | Metalist Charków           | Charków         | Stadion Metalist        | 43 000    |
| 9   | Metałurh Donieck           | Donieck         | Stadion Szachtar        | 31 718    |
| 10  | Metałurh Zaporoże          | Zaporoże        | Stadion Sławutycz Arena | 11 883    |
| 11  | Naftowyk-Ukrnafta Ochtyrka | Ochtyrka        | Stadion Naftowyk        | 5 256     |
| 12  | Szachtar Donieck           | Donieck         | Stadion Olimpijski      | 25 500    |
| 13  | Tawrija Symferopol         | Symferopol      | Stadion Łokomotyw       | 19 978    |
| 14  | Worskła Połtawa            | Połtawa         | Stadion Worskła         | 24 795    |
| 15  | Zakarpattia Użhorod        | Użhorod         | Stadion Awanhard        | 12 000    |
| 16  | Zoria Ługańsk              | Ługańsk         | Stadion Awanhard        | 22 320    |

## Końcowa tabela
| #  | Klub                       | M  | Z  | R  | P  | Gole  | Pkt |
| 1  | Szachtar Donieck           | 30 | 24 | 2  | 4  | 75-24 | 74  |
| 2  | Dynamo Kijów               | 30 | 22 | 5  | 3  | 65-26 | 71  |
| 3  | Metalist Charków           | 30 | 19 | 6  | 5  | 51-27 | 63  |
| 4  | Dnipro Dniepropietrowsk    | 30 | 18 | 6  | 7  | 40-27 | 59  |
| 5  | Tawrija Symferopol         | 30 | 13 | 8  | 9  | 38-40 | 47  |
| 6  | Arsenał Kijów              | 30 | 11 | 9  | 10 | 42-36 | 42  |
| 7  | Czornomoreć Odessa         | 30 | 11 | 5  | 14 | 27-33 | 38  |
| 8  | Worskła Połtawa            | 30 | 9  | 9  | 12 | 28-30 | 36  |
| 9  | Metałurh Zaporoże          | 30 | 9  | 9  | 12 | 24-32 | 36  |
| 10 | Karpaty Lwów               | 30 | 9  | 6  | 15 | 29-41 | 33  |
| 11 | Zoria Ługańsk              | 30 | 9  | 4  | 17 | 24-43 | 31  |
| 12 | Metałurh Donieck           | 30 | 6  | 13 | 11 | 34-39 | 31  |
| 13 | Krywbas Krzywy Róg         | 30 | 7  | 9  | 14 | 29-39 | 30  |
| 14 | FK Charków                 | 30 | 6  | 9  | 15 | 20-32 | 27  |
| 15 | Naftowyk-Ukrnafta Ochtyrka | 30 | 6  | 8  | 16 | 18-38 | 26  |
| 16 | Zakarpattia Użhorod        | 30 | 3  | 9  | 18 | 17-54 | 18  |

Legenda:
|  | - Liga Mistrzów UEFA |
|  | - Puchar UEFA        |
|  | - Puchar Intertoto   |
|  | - spadek             |

## Najlepsi strzelcy
| #  | Strzelec           | Drużyna                | Mecze | Bramki(karne) |
| -- | ------------------ | ---------------------- | ----- | ------------- |
| 1  | Marko Dević        | Metalist Charków       | 26    | 19 (3)        |
| 2  | Jewhen Sełezniow   | Arsenał Kijów          | 24    | 17 (2)        |
| 2  | Ołeksandr Kosyrin  | Metałurh Donieck       | 26    | 17 (3)        |
| 2  | Ołeksandr Hładky   | Szachtar Donieck       | 29    | 17 (1)        |
| 5  | Ismaël Bangoura    | Dynamo Kijów           | 20    | 15 (1)        |
| 6  | Wołodymyr Homeniuk | Tawrija Symferopol     | 30    | 14 (2)        |
| 7  | Brandão            | Szachtar Donieck       | 25    | 12 (2)        |
| 8  | Fernandinho        | Szachtar Donieck       | 29    | 11 (1)        |
| 9  | Maksim Shatskix    | Dynamo Kijów           | 23    | 10            |
| 10 | Serhij Nazarenko   | Dnipro Dniepropetrowsk | 27    | 9 (3)         |

## Medaliści
(liczba meczów i goli w nawiasach)
| 1. Szachtar Donieck |
| Bramkarzy: Andrij Piatow (23 / -16), Bohdan Szust (5 / -6), Dmytro Szutkow (2 / -2). Obrońcy: Darijo Srna (28), Dmytro Czyhrynski (27 / 3), Ołeksandr Kuczer (21 / 1), Ilsinho (20 / 5), Răzvan Raț (19 / 2), Tomáš Hübschman (19), Wołodymyr Jezerski (13 / 1), Wjaczesław Szewczuk (12). Pomocnicy: Fernandinho (29 / 11), Jádson (27 / 7), Willian (20), Mariusz Lewandowski (18 / 1), Ołeksij Haj (14 / 2), Igor Duljaj (14 / 1), Kostiantyn Krawczenko (9 / 2), Zvonimir Vukić (4), Ołeksij Polanski (1). Napastnicy: Ołeksandr Hładky (29 / 17), Brandão (25 / 12), Luiz Adriano (13 / 4). Trener: Mircea Lucescu. Odeszli w sezonie: Cristiano Lucarelli (12 / 1) (Parma F.C.), Nery Castillo (8) (Manchester City), Ołeksij Bielik (2) (VfL Bochum), Wołodymyr Pryjomow (2) (Czornomoreć Odessa), Rusłan Fomin (1) (Metalist Charków), Ciprian Marica (1) (VfB Stuttgart), Serhij Tkaczenko (1) (Metałurh Donieck), Denys Kożanow (0) (Karpaty Lwów), Ihor Oszczypko (0) (Karpaty Lwów), Serhij Szewczuk (0) (Zoria Ługańsk). |
| 2. Dynamo Kijów |
| Bramkarzy: Ołeksandr Szowkowski (22 / -21), Taras Łucenko (4 / -2), Ołeksandr Rybka (4 / -3). Obrońcy: Badr El Kaddouri (17 / 1), Andrij Nesmaczny (17), Władysław Waszczuk (17), Marjan Marković (16 / 2), Ołeh Dopiłka (7), Serhij Fedorow (3). Pomocnicy: Tiberiu Ghioane (25 / 7), Carlos Corrêa (25 / 2), Ołeh Husiew (20 / 2), Miloš Ninković (17 / 2), Taras Mychałyk (16 / 1), Pape Diakhaté (16), Ayila Yussuf (15 / 1), Ołeksandr Alijew (10 / 3), Michael (8 / 3), Witalij Mandziuk (5), Witalij Fedoriw (4), Mykoła Moroziuk (4), Walancin Bialkiewicz (2). Napastnicy: Maksim Shatskix (23 / 10), Artem Miłewski (21 / 5), Ismaël Bangoura (20 / 15), Artem Kraweć (11 / 3), Andrij Jarmołenko (1 / 1), Denys Olijnyk (1 / 1), Balázs Farkas (1), Roman Zozula (1). Trener: Anatolij Demjanenko (9 meczów do września), Jożef Sabo (6 meczów od września do listopada), Ołeh Łużny (3 mecze od listopada do grudnia), Jurij Siomin (12 meczów od stycznia). Odeszli w sezonie: Diogo Rincón (13 / 4) (Corinthians Paulista), Goran Gavrančić (11) (PAOK FC), Rusłan Rotań (10) (Dnipro Dniepropetrowsk), Serhij Rebrow (9 / 1) (Rubin Kazań), Kléber (9) (SE Palmeiras), Rodrigo (6) (CR Flamengo), Wołodymyr Łysenko (2) (Arsenał Kijów), Wadym Milko (1) (FK Charków), Goran Sablić (0) (Hajduk Split). |
| 3. Metalist Charków |
| Bramkarzy: Ołeksandr Horiainow (24 / -17), Andrij Tłumak (6 / -10). Obrońcy: Vitalie Bordian (30 / 1), Papa Gueye (29), Seweryn Gancarczyk (27 / 1), Milan Obradović (25 / 1), Ołeksandr Babycz (17 / 1), Hicham Mahdoufi (4), Włade Łazarewski (3), Ołeksij Kuriłow (1). Pomocnicy: Ołeksandr Rykun (30 / 1), Wałentyn Slusar (28 / 6), Marko Dević (27 / 19), Serhij Walajew (26 / 2), Edmar (22 / 2), Aleksandar Trišović (7), Serhij Baryłko (2), Pawło Rebenok (2), Serhij Kostiuk (1), Anton Postupałenko (1). Napastnicy: Venance Zézé (28 / 4), Jaja (11 / 3), Anatolij Didenko (9 / 1), Rusłan Fomin (8 / 3), Serhij Dawydow (4). Trener: Myron Markewicz. Odeszli w sezonie: Ołeksij Antonow (18 / 2) (Zoria Ługańsk), Onyekachi Nwoha (17 / 3) (Zoria Ługańsk), Alaksandr Daniłau (9) (Metałurh Donieck), Lasza Dżakobia (4) (Worskła Połtawa). |

Uwaga: Piłkarze oznaczone kursywą występowali również na innych pozycjach.